# 요네키쓰 다다모리
요네키쓰 다다모리(米津田盛)는 에도 시대 전기의 하타모토, 다이묘이다. 5천석을 보유한 하타모토 요네키쓰 다다마사의 장남으로 태어났다.
| 전임 요네키쓰 다다마사 | 제2대 요네키쓰씨 다다마사류 당주 1625년 ~ 1684년 | 후임 요네키쓰 마사타케 |

|  | 무사시국·셋쓰국·가와치국의 다이묘 (요네키쓰가) 1666년 ~ 1684년 | 후임 요네키쓰 마사타케 |